# Primiano di Cartagine
Primiano (in latino Primianus; fl. 391–411) fu vescovo di Cartagine e capo del movimento donatista nell'Africa settentrionale romana. Considerato un moderato da alcuni della sua fazione, fu una figura controversa in un periodo di frammentazione dei Donatisti.

## Biografia
Era vescovo di Cartagine e quindi il capo del movimento donatista nell'Africa settentrionale romana.
Era succeduto a Parmeniano come vescovo nel 391 circa, vincendo una combattuta elezione per il ruolo. Il suo rivale, Massimiano, parente del fondatore del movimento, lo vedeva come un lassista e conformista.
La rivalità non si esaurì con l'elezione. Nel 393 Massimiano convocò un concilio in cui quaranta dei sessantacinque vescovi donatisti si schierarono con Massimiano a scapito di Primiano, provocando una spaccatura nelle file donatiste. Tre anni di processi nei tribunali civili romani videro Primiano riprendere le basiliche di Musti, Assuras e Membressa in mano a Massimiano. Alcuni vescovi si separarono da Primiano per seguire Massimiano, formando un proprio scisma di breve durata.
Primiano partecipò al Concilio di Bagai, durante il quale si dice che abbia deriso i suoi avversari. Partecipò anche alla conferenza di Cartagine del 411, dove fece un commento condannando le azioni di Cipriano, il vescovo donatista di Tubursico, per immoralità.